# Darren McCarty
Darren Douglas McCarty (* 1. April 1972 in Burnaby, British Columbia) ist ein ehemaliger kanadischer Eishockeyspieler, der im Verlauf seiner aktiven Karriere zwischen 1989 und 2009 unter anderem 932 Spiele für die Detroit Red Wings und Calgary Flames in der National Hockey League auf der Position des rechten Flügelstürmers bestritten hat. McCarty, der den Spielertyp des Enforcers verkörperte und den Großteil seiner Karriere bei den Detroit Red Wings verbrachte, gewann mit dem Team zwischen 1997 und 2008 insgesamt viermal den Stanley Cup.

## Karriere
Darren McCarty wuchs in Leamington, Ontario, auf und begann seine Karriere 1989 in der Juniorenliga Ontario Hockey League bei den Belleville Bulls. In der Saison 1991/92 erzielte er in 65 Spielen 127 Punkte und machte die Scouts der National Hockey League auf sich aufmerksam. Im NHL Entry Draft 1992 wurde er dann von den Detroit Red Wings in der zweiten Runde an Position 46 ausgewählt. 1992/93 spielte er in der American Hockey League für das Farmteam von Detroit, den Adirondack Red Wings.

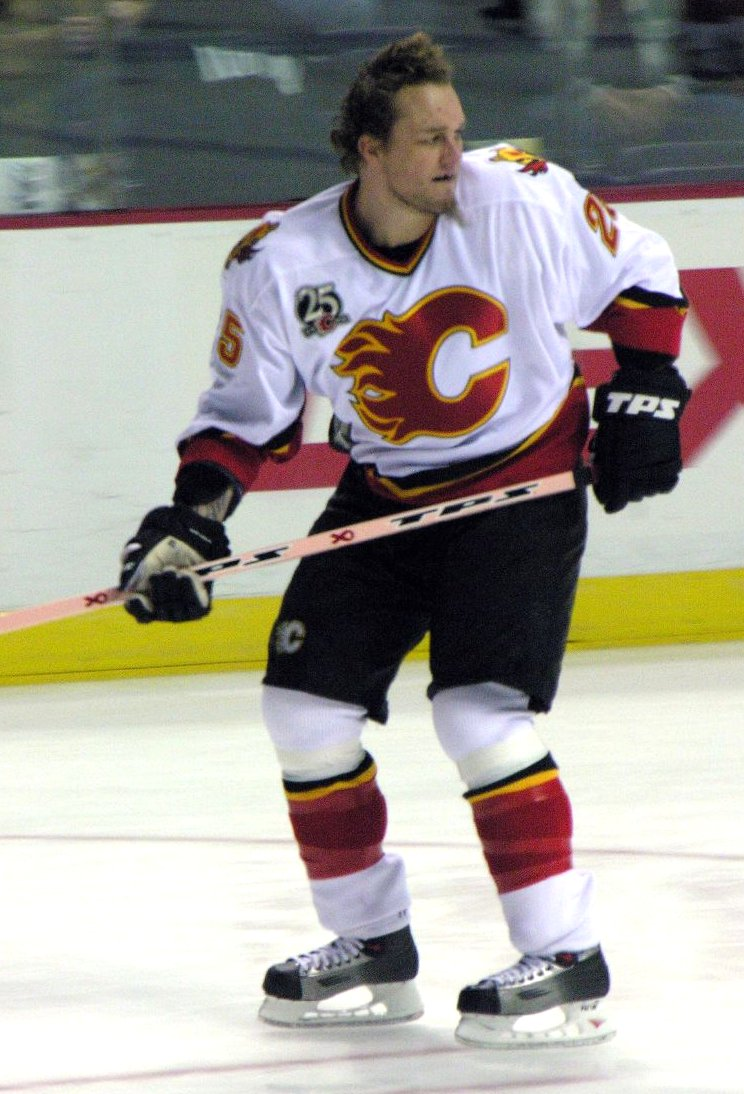
Darren McCarty im Trikot der Calgary Flames

1993/94 gab er sein Debüt in der NHL und konnte sich sofort bei den Red Wings etablieren. Besonders die Saison 1996/97 blieb in Erinnerung. In einer Massenschlägerei mit den Colorado Avalanche, dem Brawl in Hockeytown, rächte sich McCarty an Claude Lemieux, der im Vorjahr McCarty's Teamkameraden Kris Draper in die Bande gecheckt hatte, wodurch er Brüche im Gesicht und eine Gehirnerschütterung erlitten hatte. Ausgerechnet McCarty war es dann auch, der in diesem Spiel das Siegtor in der Verlängerung erzielte. Die Red Wings zogen in den Playoffs bis ins Finale um den Stanley Cup ein und es war Darren McCarty, der durch sein spielentscheidendes Tor dafür sorgte, dass der Cup nach über 40 Jahren wieder nach Detroit kam. Zudem erreichte er mit 49 erzielten Punkten in der regulären Saison einen persönlichen Rekord.
1998 konnten die Red Wings den Stanley Cup verteidigen. 2002 erzielte McCarty gegen die Colorado Avalanche in den Playoffs seinen ersten Hattrick in seiner NHL-Karriere. Detroit zog wieder ins Stanley-Cup-Finale ein und holte den dritten Titel seit 1997. McCarty spielte den Großteil seiner Zeit in Detroit in der berüchtigten Grind Line zusammen mit Kris Draper und Kirk Maltby.
Nachdem die NHL-Saison 2004/05 wegen des Lockout abgesagt wurde, trennten sich die Red Wings und Darren McCarty. Man bezahlte McCarty aus und löste den Vertrag auf. Im August 2005 unterschrieb er einen Vertrag bei den Calgary Flames. Nach einer soliden ersten Saison, folgte 2006/07 eine schwache Spielzeit, die von Verletzungen gezeichnet war und er in 32 Spielen ohne Scorerpunkt blieb. Sein Vertrag wurde zum Sommer 2007 von den Flames nicht verlängert.
Da sich McCarty Zeit nehmen wollte, um sein Leben wieder in geregelte Bahnen zu bringen, nachdem er 2006 bankrott war und sogar seine Stanley-Cup-Ringe versteigern musste, gab er erst im Januar 2008 sein Comeback, jedoch nur in der unterklassigen IHL bei den Flint Generals. Einen Monat später erhielt er bei den Grand Rapids Griffins, dem AHL-Farmteam der Detroit Red Wings, einen Probevertrag bis zum Saisonende. Dort zeigte er überzeugende Leistungen, erzielte in einem seiner ersten Spiele sogar einen Hattrick, woraufhin ihm die Detroit Red Wings schließlich einen Tag vor dem Ende der Transferperiode einen NHL-Vertrag bis zum Ende der Saison gaben. McCarty blieb jedoch vorerst noch eineinhalb Wochen bei den Griffins, ehe er am 7. März in den NHL-Kader geholt wurde. Sein Comeback in der NHL konnte er aber auf Grund einer Rippenverletzung erst Ende des Monats geben und blieb zu Beginn der Playoffs als Ersatz für den verletzten Kirk Maltby im Stammkader der Wings. Nachdem Maltby sich von seiner Verletzung erholt hatte, sprang McCarty weitere Male wegen Verletzungen von Johan Franzén und Tomas Holmström ein und unterstützte die Red Wings in insgesamt 17 Playoff-Spielen auf dem Weg zum Stanley-Cup-Sieg.
Zu Beginn der Saison 2008/09 stand er weiterhin im NHL-Kader, kam aber nur vereinzelt zum Einsatz, ehe er wegen einer Verletzung im Dezember länger pausieren musste. Im Februar 2009 kehrte er in der AHL bei den Grand Rapids Griffins zurück aufs Eis und konnte dort auch in der Offensive gute Leistungen zeigen. Am 1. Dezember 2009 beendete er seine Spielerkarriere.
McCarty zeichnete sich in erster Linie nicht als Torschütze oder Vorbereiter aus, sondern als Spieler, der ein hartes Spiel bevorzugt und nicht vor Schlägereien auf dem Eis zurückschreckt. Während er bei den gegnerischen Spielern eher unbeliebt ist, genießt er bei den Fans große Popularität.

## Erfolge und Auszeichnungen
| - 1992 Jim Mahon Memorial Trophy - 1992 OHL First All-Star Team - 1997 Stanley-Cup-Gewinn mit den Detroit Red Wings - 1998 Stanley-Cup-Gewinn mit den Detroit Red Wings | - 2002 Stanley-Cup-Gewinn mit den Detroit Red Wings - 2003 NHL Foundation Player Award - 2008 Stanley-Cup-Gewinn mit den Detroit Red Wings |

## Karrierestatistik
(Legende zur Spielerstatistik: Sp oder GP = absolvierte Spiele; T oder G = erzielte Tore; V oder A = erzielte Assists; Pkt oder Pts = erzielte Scorerpunkte; SM oder PIM = erhaltene Strafminuten; +/− = Plus/Minus-Bilanz; PP = erzielte Überzahltore; SH = erzielte Unterzahltore; GW = erzielte Siegtore; 1 Play-downs/Relegation; Kursiv: Statistik nicht vollständig)